# Mezcla de audio (grabación)

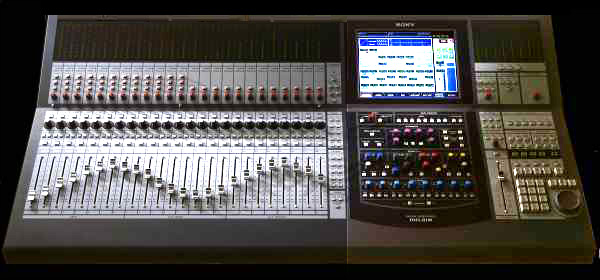
Consola de mezcla digital Sony DMX R-100 utilizada en proyectos de estudios de grabación

En reproducción y grabación de sonido, la mezcla de audio o mixdown es el proceso por el cual múltiples sonidos grabados se combinan dentro de uno o más canales, por ejemplo estéreo de 2 canales. En el proceso, el nivel, contenido armónico, dinámicas, y posición panorámica son manipulados con posibilidad de que efectos como reverberación puedan ser agregados. Esta práctica, estética, y tratamiento creativo se realiza con la finalidad de producir una mezcla que sea más atractiva para los escuchas.
La mezcla de audio se hace en estudios con la finalidad de crear un álbum o sencillo. La etapa de mezcla sigue a menudo una grabación multipistas. Este proceso generalmente se lleva a cabo por un Ingeniero de mezcla, aunque en algunas ocasiones la realiza el productor musical, o incluso el artista, quien mezcla el material grabado. Después de mezclar, un Ingeniero de masterización prepara el producto final para su reproducción en CD, radio, u otros medios.
Antes de la aparición de los digital audio workstations (DAWs), el proceso de mezcla comúnmente se llevaba a cabo en una mesa de mezcla. Actualmente, más y más ingenieros y artistas independientes están usando computadoras personales en este proceso. Las mesas de mezcla continúan jugando un papel importante en el proceso de grabación. Usualmente son usadas en compañía de un DAW, aunque el DAW solo se puede utilizar como grabadora multipista y para editar o secuenciar, mientras la mezcla real se lleva a cabo en la consola.

## El rol de la mezcla de audio

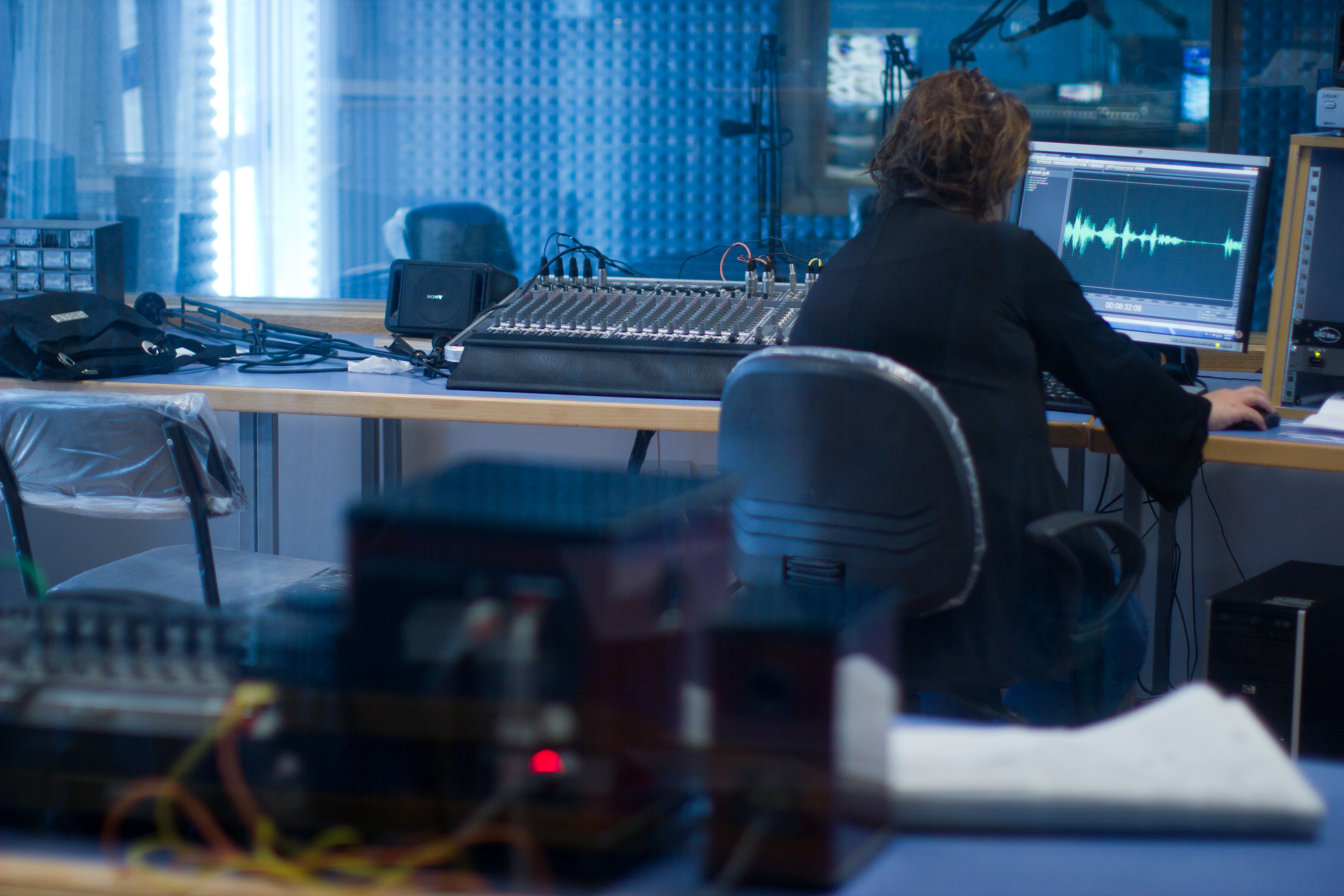
Equipo de un ingeniero de audioAn-Najah National University

El rol de un productor musical no es necesariamente uno técnico, ya que el aspecto físico de la grabación es asumido por el Ingeniero de audio, por lo tanto los productores comúnmente dejan la técnica de mezcla similar a lo que requieren para que un especialista en mezcla de audio lo realice. Incluso los productores con un conocimiento técnico prefieren que un especialista en mezcla se encargue de la etapa final del proceso de producción. El productor y mixer Joe Chiccarelli afirma que muchas veces es mejor para un proyecto que una persona externa intervenga porque:
 "Cuando inviertes meses en un proyecto, te llegas a quedar estancado en el detalle y no brindas todo el entusiasmo a la etapa final de la mezcla como te gustaría. Se necesita a alguien más para tomar la responsabilidad para que tú puedas respirar un momento y recuperar la objetividad y perspectiva".
Sin embargo, como Chiccarelli explica en algunas ocasiones presupuestos limitados obligan a que los productores también se hagan cargo de la mezcla.

## Historia
Antes de la introducción de la grabación multipista, todos los sonidos y efectos que eran parte de la grabación eran mezclados de manera simultánea mientras los músicos tocaban en vivo. Si la mezcla grabada no resultaba satisfactoria o si alguno de los músicos cometía un error, la sección debía ser ejecutada nuevamente hasta encontrar el balance en la mezcla y la ejecución requerida en la pieza musical. Sin embargo, con la introducción de la grabación multipista, la fase de producción de una grabación actual ha cambiado radicalmente. Esta fase generalmente incluye tres etapas: grabación, overdubbing, y mezcla.
La mezcla de audio como la conocemos hoy en día surge con la introducción de máquinas de cinta multipista comerciales, principalmente las grabadoras de 8 pistas que fueron introducidas durante 1960. La capacidad de grabar sonidos en diversos canales significaba que el tratamiento de estos sonidos podía trabajarse en una etapa posterior.  – La etapa de mezcla.
En la década de 1980, la grabación y la mezcla caseras comenzaron a ganar mercado al igual que los estudios de grabación. La 4-track Portaestudio fue introducida en 1979. Usando una, Bruce Springsteen lanzó el álbum Nebraska en 1982. Los Eurythmics encabezaron las listas en 1983 con la canción "Sweet Dreams (Are Made of This)", grabado por un miembro de la banda Dave Stewart en una grabadora improvisada de 8 pistas. A mediados y finales de la década de 1990, las computadoras reemplazaron la grabación en cinta dando paso a más estudios caseros, con la Power Macintosh demostrando su popularidad. Al mismo tiempo, digital audio workstations (DAW), usados por primera vez a mediados de los ochenta, comenzaron a sustituir la cinta en muchos estudios profesionales de grabación.

## Equipo

### Mezcladoras

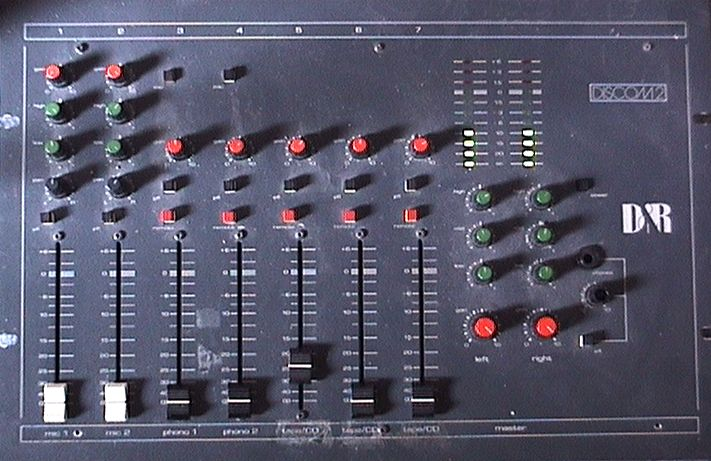
Simple mixing console

Una mezcladora o mesa de mezcla, es el núcleo de operación en el proceso de mezcla. Las mezcladoras nos ofrecen diversas entradas, cada una es alimentada por una pista de la grabadora multipista. Las mezcladoras comúnmente tienen dos salidos principales (en caso de tener 2 -canales de mezcla de estéreo) u 8 (en el caso de una mezcla surround).
Las mezcladoras tienen 3 funciones principales:
- Mezclar – Sumando señales simultáneamente, lo que normalmente se realiza dedicando una suma en un amplificador o en este caso digitalmente mediante un sencillo algoritmo.

- Rutear – Permite el ruteo de las señales de la fuente en buses internos o procesadores externos de unidades y efectos.

- Procesar – Muchas mezcladoras nos ofrecen procesamientos como, ecualizadores y compresores.

### Equipos externos y plugins
Equipos externos (análogo) y plugins del software (digital) pueden ser insertados a la ruta de la señal con el propósito de extender nuestras posibilidades de procesamiento. El equipo externo y plugins se encuentran en dos categorías principales:
- Procesadores – Estos dispositivos normalmente son conectados en serie respecto a la ruta de la señal, de esta manera la señal de entrada es reemplazada con la señal procesada. (e.g. ecualizadores).

- Efectos – Un efecto puede ser considerado cualquier unidad que afecte la señal, sin embargo, el término es usado comúnmente para describir las unidades que están conectadas en paralelo a la ruta de señal. Esta señal es agregada a los sonidos existentes. Sin embargo, no se reemplaza a la señal original. Ejemplo de estos son reverberación y delay.

Clases comunes:
- Procesadores:
  - Faders – usados para atenuar o amplificar en nivel de sonido de la señal.
  - Pan pots – Parte fundamental de la configuración de la consola de grabación. Los pan pots son dispositivos que colocan en el sonido en los canales: L, C, R, LS, y RS. También es usado para panear la señal a la izquierda o derecha o en un sistema surround, detrás y al frente.
  - Ecualizadores – se utilizan para manipular el contenido de frecuencias en la señal. Comúnmente se utilizan con parámetros high-pass, low-pass, band-pass, shelf y filtros notch.
  - Compresores – se utiliza para atenuar las señales cercanas a cierto threshold dinámico. Entre muchas aplicaciones se pueden eliminar las variaciones de nivel en pistas de voz y bajo, o cambiar la forma dinámica en los envolventes en instrumentos. También pueden ser disparados por otras fuentes distintas a la señal procesada utilizando un input de sidechain. Por ejemplo, se puede usar una pista de voz que dispare el compresor en una pista de musical, para que la música sea atenuada cuando la pista de voz se escuche, esta técnica se llama "ducking".
  - Gates – Usados para atenuar la señal que cae debajo de cierto threshold dinámico, por ejemplo, el bombo puede sangrar en la pista de tarola, o ruidos indeseables en tracks de guitarra. Cómo los compresores, también se puede cambiar la forma del envolvente dinámico de los instrumentos, por ejemplo, acortar el sustain de un tom. También pueden ser disparados por fuentes alternas a la pista procesada sidechain. Entre otros usos, este método puede ser usado para sincronizar la dinámica de dos pistas. Por ejemplo, un bombo puede ser utilizado para disparar el gate en una pista de bajo, haciendo que el bajo se escuche solo cuando la pista de bombo se escuche.
- Efectos:
  - Reverberación – Usado para simular reflejos creados en una habitación real, añadiendo una sensación espacial y profundidad a las grabaciones secas.
  - Delays – Comúnmente usados para añadir distintos ecos cómo un efecto creativo.

## Downmixing
En grabación multipistas, múltiples fuentes de sonido son grabadas por separado, a través de distintos micrófonos para individualizar canales de audio. Downmixing es el proceso que combina algunos de esos canales de audio. Esta tarea, que también es conocida como fold-down, realizada por un ingeniero de audio. [cita requerida]
Los aparatos electrónicos de nivel consumidor pueden tener la capacidad de hacer un downmix automáticamente. Por ejemplo, un reproductor de DVD o tarjeta de audio pueden hacer un downmix en una señal de sonido surround (cuatro canales más) que un sonido estereofónico (dos canales) para reproducción en dos monitores.
El término downmixing no solo se aplica a señales de audio. En la radio y comunicación, un downmixing brinda una señal de frecuencia intermedia vía la banda base de modulación con una frecuencia compleja en el portador. [cita requerida]

### Stereo downmixes / fold-downs

#### Izquierda total /Derecha total (Lt/Rt)
Lt/Rt es un downmix que se ajusta a ser interpretada por medio de un decodificador Dolby Pro Logic para obtener Dolby Surround L,C,R,S de nuevo. Lt/Rt también se ajusta a un sonido estereofónico reproducido en un sistema hi-fi o en headphones.
Lt = L + -3dB*C + -3dB*(-Ls -Rs)
Rt = R + -3dB*C + -3dB*(Ls + Rs)
(Donde Ls y Rs tienen una fase invertida a 90°)

#### Izquera sola/Derecha sola (Lo/Ro)
Lo/Ro es un downmix que se ajusta a un sistema mono cuando se necesita compatibilidad. Lo/Ro destruye la separación de información en la señal del canal frontal/trasero y un sistema Dolby Pro Logic no será capaz de reproducir la señal apropiadamente en 5.2 de nuevo.
Lo = L + -3dB*C + att*Ls
Ro = R + -3dB*C + att*Rs
(where att = -3dB, -6dB, -9dB or 0)

## Mezclando en surround
Mezclar en surround es muy similar a mezclar en estéreo excepto que se tienen más monitores, posicionados para rodear al oyente. En adición a la panorámica horizontal disponible en estéreo, mezclar en surround permite al Ingeniero de mezcla panear las fuentes con mucho más apertura y un mayor ambiente envolvente. En una mezcla en surround, los sonidos parecen originarse de casi cualquier dirección, dependiendo del número de monitores usados, su colocación y cómo está procesado el audio.
Existen dos maneras comunes de enfocar una mezcla en surround:
- Estéreo expandido – Con este enfoque, la mezcla seguirá sonando muy parecida a una mezcla ordinaria en estéreo. Casi todas las fuentes como instrumentos de la banda, las voces, etc. Continuarán estando paneadas entre el monitor izquierdo y derecho, pero los niveles más silenciosos se podrán mandar a los monitores traseros, para crear una imagen estéreo más amplia, mientras las fuentes principales como la voz principal se mandaran al center speaker. Adicionalmente, efectos de reverb y delay serán comúnmente mandados a los monitores traseros para crear una sensación más realista de encontrarse en un espacio acústico real. En el caso de mezclar una grabación en vivo que fue ejecutada en frente de una audiencia, las señales grabadas por los micrófonos que apuntan hacia la audiencia, o se colocaron entre el público, generalmente se mandarán a los monitores traseros para darle la perspectiva al oyente de que él es parte de la audiencia.

- Surround completo/A todos los monitores se les da el mismo trato – En vez de seguir la forma tradicional de mezclar en estéreo, este enfoque mucho más libre le permite al ingeniero de mezcla hacer lo que sea que el o ella desee. Los instrumentos pueden aparentar originarse de cualquier lugar, o incluso girar alrededor del oyente. Cuando se realiza apropiadamente y con elegancia, se pueden lograr experiencias sonicas interesantes, cómo es el caso de James Guthrie's 5.1 mezcla de Pink Floyd's The Dark Side of the Moon,.[8] Esta es una mezcla muy diferente a las mezclas cuadrafónicas en los 70s.

Naturalmente, estos dos enfoques se pueden combinar en cualquier manera que el ingeniero de mezcla crea que se adapte. Recientemente, un tercer enfoque, o método de mezcla en surround fue desarrollada por el ingeniero de mezcla surround Unne Liljeblad.
- MSS – Multi Stereo Surround[9] – Este enfoque trata a los monitores en un sistema surround cómo múltiples pares en estéreo. Por ejemplo, una grabación estéreo para piano, creada usando dos micrófonos en una configuración ORTF, puede tener el canal izquierdo asignado al monitor trasero y el canal derecho asignado al monitor central. El piano también puede ser mandado a un reverb asignado al monitor izquierdo frontal y simultáneamente al monitor derecho trasero, respectivamente. Elementos adicionales de una canción, cómo una guitarra acústica grabada en estéreo, puede tener sus canales izquierdo y derecho asignados a otro par distinto de monitores, como a los laterales traseros con su reverb regresando a otro par en estéreo, el monitor izquierdo frontal y el central. Con esta técnica, canales múltiples de grabaciones en estéreo rodean al oyente sin tener un efecto de filtro de peine, que puede ocurrir ocasionalmente cuando una fuente igual o similar se manda a diferentes monitores.